# Pernis
Pernis és un gènere d'ocells rapinyaires de la família dels accipítrids (Accipitridae). L'única espècie present als Països Catalans és l'aligot vesper. Aquest nom comú es fa extensiu a la resta d'espècies del gènere.
Crien en zones forestals de clima temperat i càlid, al Vell Món. Tenen una alimentació molt especialitzada a base de larves de vespes. Les dues espècies de clima temperat, l'aligot vesper comú i l'oriental, són migratòries.

## Llistat d'espècies
Segons la classificació del Congrés Ornitològic Internacional (versió 12.2, 2022) aquest gènere està format per 4 espècies:
- Aligot vesper europeu (Pernis apivorus).
- Aligot vesper oriental (Pernis ptilorhynchus).
- Aligot vesper de Sulawesi (Pernis celebensis).
- Aligot vesper de les Filipines (Pernis steerei).

En la classificació de Clements 6a edició (Rev. 2009), l'espècie Pernis steerei apareix com una subespècie de Pernis celebensis.